# Aurore Climence
Aurore Urani Climence (ur. 27 czerwca 1987) – francuska judoczka. Startowała w Pucharze Świata w latach 2007-2016. Złota medalistka mistrzostw Europy w drużynie w 2007. Trzecia na uniwersjadzie w 2011. Wygrała igrzyska frankofońskie w 2009. Mistrzyni Francji w 2007 i 2010 roku.